# Interprétation physique

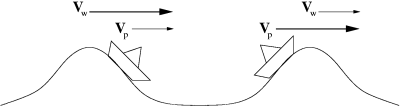
Interprétation physique de l'atténuation de landau. Les vagues se déplacent avec des vitesses Vw, et les particules avec des vitesses Vp. Si Vw > Vp, la particule gagne l'énergie de la vague, et si Vw < Vp, la vague gagne l'énergie de la particule.

L'interprétation physique, en particulier des équations, est un concept important dans le cadre de l'étude et de la compréhension de la physique.
La physique est une science dans laquelle l'outil mathématique joue un rôle essentiel. Néanmoins, l'abstraction propre aux mathématiques présente le défaut de faire perdre de vue la signification concrète des équations. L'opération intellectuelle qui consiste à réfléchir sur leur signification et sur leurs implications, en particulier dans le domaine où elles sont utilisées, porte le nom d'interprétation physique.
Les Cours de physique de Richard Feynman, pourtant admiratif des mathématiques[réf. nécessaire] sont réputés pour l'importance qu'ils donnent à l'interprétation physique des équations mathématiques[réf. nécessaire].